# Комиссия рынков финансов и капитала
Комиссия рынков финансов и капитала (латыш. Finanšu un kapitāla tirgus komisija, FKTK, КРФК) — государственное учреждение в Латвии, осуществляющее надзор за деятельностью банков, кредитных организаций, страховых обществ и страховых посредников, участников рынка финансовых инструментов, частных пенсионных фондов, платёжных учреждений и операторов электронных денежных средств. Всего под надзором КРФК находятся более 300 участников рынка с общим объёмом активов более 30 миллиардов евро. Комиссия подчиняется Сейму и действует на основании отдельного закона «О КРФК».

## История
Разработка концепции создания единого органа по надзору за финансовым рынком началась в Латвии в 1997 году.
Закон «О КРФК» принят 1 июня 2000 года. Тринадцать месяцев спустя, 1 июля 2001 года, КРФК начала работу под руководством председателя правления Улдиса Церпса и заместителя председателя Яниса Бразовскиса.
В мае 2020 года Министерство финансов рекомендовало объединить КРФК и Банк Латвии. Такое объединение должно снизить операционные расходы и повысить качество взаимодействия двух структур. Подобный подход практикуется 11 из 19 стран Еврозоны.

## Руководство
| Председатель правления  | С               | По                  |
| ----------------------- | --------------- | ------------------- |
| Улдис Церпс             | 1 июля 2001     | 24 апреля 2008      |
| Ирена Крумане           | 24 апреля 2008  | 8 декабря 2011      |
| Кристапс Закулис        | 12 января 2012  | 28 января 2016 года |
| Петерис Путниньш        | 11 февраля 2016 | 8 июля 2019         |
| Кристине Чёрная-Межмале | 8 июля 2019     | 24 октября 2019     |
| Санта Пургайле          | 24 октября 2019 | наст.вр.            |